# Emerald (программа)
Emerald-theme-manager — программа-менеджер. Позволяет выбирать и настраивать темы оформления окон для оконного декоратора emerald через простой и интуитивно понятный графический интерфейс основанный на GTK2+. Благодаря тому, что программа emerald сейчас используется не только в составе проекта Beryl-Emerald, но и в Compiz Fusion, Emerald-theme-manager может использоваться и с ним.